# Ixobrychus novaezelandiae
Ixobrychus novaezelandiae là một loài chim đã tuyệt chủng thuộc họ Diệc (Ardeidae). Đây từng là loài đặc hữu New Zealand. Lần cuối người ta ghi nhận sự sinh tồn của loài này là vào thập niên 1890.
Trong tiếng Anh, tên thường gọi cho loài này là "New Zealand bittern" (vạc New Zealand), "New Zealand little bittern" (vạc nhỏ New Zealand), "spotted heron" (cò đốm), và "kaoriki" (tên tiếng Māori). Danh pháp khoa học của loài này có nhiều tên đồng nghĩa.

## Phân loại
I. novaezelandiae đôi khi bị coi là một phân loài Ixobrychus minutus, hay đồng loài với Ixobrychus dubius ở Úc và Guinea. Khi được Alexander Callender Purdie mô tả lần đầu vào năm 1871, nó có tên Ardeola novaezelandiae. Năm 1980, nhà cổ sinh vật học New Zealand Peter L. Horn tìm thấy bán hoá thạch của một con vạc trong hồ Poukawa và đặt cho nó cái tên Dupetor flavicollis. Năm 1991, Philip Millener xác định bán hoá thạch Horn tìm ra là của I. novaezelandiae.

## Mô tả
Hiện chỉ có vài mẫu vật, và người ta thậm chí còn không chắc về giới tính của một số mẫu. I. novaezelandiae to hơn (dài 14,75 inch (38 cm)) so với I. minutus (25–36 cm). Nét khác biệt giữa I. novaezelandiae với I. minutus còn nằm ở chỗ I. novaezelandiae có vạt lông vàng trên cánh lớn hơn, phần lông đen trên lưng sọc nâu nhạt, mặt bụng có sọc nâu đậm.